# Drepanosticta floresiana
Drepanosticta floresiana är en trollsländeart som beskrevs av Maurits Anne Lieftinck 1939. Drepanosticta floresiana ingår i släktet Drepanosticta och familjen Platystictidae. Inga underarter finns listade i Catalogue of Life.